# Vielleségure
Vielleségure es una comuna francesa situada en el departamento de Pirineos Atlánticos, en la región de Nueva Aquitania.

## Demografía
| 393 | 375 | 392 | 370 | 352 | 364 | 385 |
| Para los censos de 1962 a 1999 la población legal corresponde a la población sin duplicidades (Fuente: INSEE [Consultar]) |     |     |     |     |     |     |